# سیارک ۱۹۸۲۱
سیارک ۱۹۸۲۱ (به انگلیسی: 19821 Caroltolin، نامگذاری:2000SU154) نوزده هزار و هشتصد و بیست و یکمین سیارک کشف شده‌است که در ۲۴ سپتامبر ۲۰۰۰ کشف شد.
قدر مطلق سیارک برابر ۲۰.۴ است.